# Katsuhiko Sasaki
Katsuhiko Sasaki (佐々木 勝彦 Sasaki Katsuhiko?) es un actor y actor de doblaje y seiyū japonés.  

## Biografía
Sasaki nació el 24 de diciembre de 1944 en Tokio, Japón. Es el hijo del también actor Minoru Chiaki.

## Filmografía

### Películas
- La batalla de Okinawa (1971) (Oficial de comunicaciones)
- Shiosai (1971) (Yasuo Kawamoto)
- Godzilla tai Megalon (1973) (Goro Ibuki)
- Mechagodzilla no Gyakushū (1975) (Akira Ichinose)
- Godzilla tai Biollante (1989) (Soldado)
- Godzilla vs. King Ghidorah (1991) (Profesor Mazaki)
- Midnight Eagle (2007) (Jefe de Estado Mayor, Estado Mayor Conjunto)
- Isoroku (2011) (Koshirō Oikawa)
- Kami no Tsuki (2014)
- Bokutachi no Kazoku (2014)
- Kuubo Ibuki (2019)

### Dramas televisivos
- Eoka Echizen (1971)
- Taiyō ni Hoero! (1976, 78, 79, 80, 86)
- Daitetsujin 17 (1977) (Nomura)
- Mito Kōmon (1990, 91, 92, 93)
- Bayside Shakedown (1997)
- Nemureru Mori (1998) (Gerente General Kujō)
- Aibō (2002, 13) (Kitamura)
- Perros de Tokio (2009)
- Salaryman Kintarō 2 (2010) (Sōtarō Hirao)

### Anime
- The Big O (2003) (Jim McGowan)
- Monster (2004) (Hennig)
- Black Lagoon (2006) (Masahiro Takenaka)
- Black Lagoon (2006) (Takeshi Kitaōji)
- Golgo 13 (2009) (panadero)
- Yu-Gi-Oh! ZEXAL (2013) (Abismo)
- Black Lagoon (2014) (Son Mun-deok)

### OVAs
- Master Keaton (1998) (Pietro Meda)

### Películas de anime
- El niño y la bestia (2015)
- Psycho-Pass: La Película (2015) (Chuan Han)

### Videojuegos
- Boku no Natsuyasumi (2000) (abuelo)
- Resident Evil 6 (2013) (doblaje japonés) (Presidente de EE. UU. Adam Benford)

### Doblaje

#### Acción en vivo
- Robert de Niro
  - Grandes esperanzas (Arthur Lustig)
  - Ronin (Sam)
  - Showtime (edición 2006 de TV Asahi) (Detective Mitch Preston)
  - City by the Sea (Vincent LaMarca)
  - Godsend (Richard Wells)
  - Sin límites (Carl Van Loon)
- Alec Baldwin
  - The Edge (Robert "Bob" Green)
  - Pearl Harbor (edición 2004 de TV Asahi) (Jimmy Doolittle)
  - Along Came Polly (Stan Indursky)
  - El aviador (Juan Trippe)[1]
  - Running with Scissors (Norman Burroughs)
- La mala educación (Sr. Manuel Berenguer (Lluís Homar))[2]
- Batman Begins (Henri Ducard (Liam Neeson))[3]
- Brooklyn's Finest (Oficial Edward "Eddie" Dugan (Richard Gere))[4]
- Burn Notice (John Barrett (Robert Patrick))
- Caitlin's Way (Jim Lowe (Ken Tremblett))
- Castle Rock (Alan Pangborn (Scott Glenn))[5]
- The Dark Knight Rises (Ra's al Ghul (Liam Neeson))
- The Dish (Cliff Buxton (Sam Neill))
- Dong Yi (Oh Tae Suk (Jung Dong Hwan))
- The Fabulous Baker Boys (Frank Baker (Beau Bridges))[6]
- Elizabeth I (Sir Francis Walsingham (Patrick Malahide))[7]
- Escape from L.A. (Comandante Malloy (Stacy Keach))[8]
- Game Change (John McCain (Ed Harris))[9]
- The Giver (The Giver (Jeff Bridges))
- Godzilla (Adm. Stenz (David Strathairn))
- Godzilla: King of the Monsters (Adm. Stenz (David Strathairn))[10]
- Guardianes de la Galaxia (abuelo de Peter Quill (Gregg Henry))
- Los cañones de Navarone (Miller (David Niven))[11]
- Hannibal (edición de Netflix) (Dr. Hannibal Lecter (Anthony Hopkins))
- Los cañones de Navarone (Dr. Mark Powell (Jeff Bridges))
- Canguro Jack (Salvatore "Sal" Maggio (Christopher Walken))[12]
- Let's Be Cops (Detective Brolin (Andy García))
- El Señor de los Anillos: las dos torres (Théoden (Bernard Hill))
- El Señor de los Anillos: el retorno del Rey (Théoden (Bernard Hill))
- The Negotiator (edición 2001 de TV Asahi) (Comandante Adam Beck (David Morse))[13]
- Night at the Museum: Secret of the Tomb (Merenkahre (Ben Kingsley))
- Paycheck (John Wolfe (Colm Feore))
- The Saint (Ivan Petrovich Tretiak (Rade Šerbedžija))[14]
- El buscador: Los seis signos de la luz (Merriman Lyon (Ian McShane))[15]
- The Shawshank Redemption (edición 1997 TBS) (Samuel Norton (Bob Gunton))
- Trash (Padre Juilliard (Martin Sheen))[16]
- Trash (Tom Ryan (Robert Patrick))
- Valerian y la ciudad de los mil planetas (Presidente de la Federación Mundial del Estado (Rutger Hauer))[17]
- El ala oeste de la Casa Blanca (Toby Ziegler (Richard Schiff))
- Viudas (Harry Rawlings (Liam Neeson))[18]
- Wyatt Earp (Virgil Earp (Michael Madsen))[19]

#### Animación
- Star Wars: The Clone Wars (Baron Papanoida)